# Megaphthiria capnopennis
Megaphthiria capnopennis är en tvåvingeart som först beskrevs av Hall 1976.  Megaphthiria capnopennis ingår i släktet Megaphthiria och familjen svävflugor. Inga underarter finns listade i Catalogue of Life.